# Dekra Open Stuttgart
La Dekra Open Stuttgart era una corsa a tappe maschile di ciclismo su strada, disputata nella zona di Stoccarda, in Germania, dal 1988 al 2000.
Corsa per la prima volta nel 1988 con la denominazione di Schwabenbräu Cup, fu poi ribattezzata nel 1992 in Hofbräu Cup. Nel 1999 cambiò di nuovo nome, diventando Dekra Open Stuttgart.

## Albo d'oro
Aggiornato all'edizione 2000.
| Anno                 | Vincitore        | Secondo               | Terzo            |
| Schwabenbräu Cup     | Schwabenbräu Cup | Schwabenbräu Cup      | Schwabenbräu Cup |
| -------------------- | ---------------- | --------------------- | ---------------- |
| 1988                 | Bruno Cenghialta | Ronny Vlassaks        | Andreas Kappes   |
| 1989                 | Andrew Hampsten  | Luc Roosen            | Michel Dernies   |
| 1990                 | Stefan Joho      | Jürg Bruggmann        | Rolf Järmann     |
| 1991                 | non disputata    | non disputata         | non disputata    |
| Hofbräu Cup          |                  |                       |                  |
| 1992                 | Alberto Elli     | Peter Meinert Nielsen | Rolf Sørensen    |
| 1993                 | Davide Rebellin  | Bo Hamburger          | Felice Puttini   |
| 1994                 | Rolf Aldag       | Andrea Peron          | Marco Serpellini |
| 1995                 | Gianni Faresin   | Stefano Della Santa   | Jan Ullrich      |
| 1996                 | Dmitrij Konyšev  | Gianpaolo Mondini     | Johan Bruyneel   |
| 1997                 | Fabio Roscioli   | Juris Silovs          | Andreas Kappes   |
| 1998                 | annullata        | annullata             | annullata        |
| Dekra Open Stuttgart |                  |                       |                  |
| 1999                 | Dario Frigo      | Holger Sievers        | Fausto Dotti     |
| 2000                 | Nicola Loda      | Andreas Kappes        | Søren Petersen   |